# Paramelomys rubex
Espèce
Synonymes
- Melomys rubex Thomas, 1922

Statut de conservation UICN

 LC  : Préoccupation mineure
Paramelomys rubex est une espèce de rongeurs de la famille des Muridés endémique de Nouvelle-Guinée.

## Répartition et habitat
Cette espèce est endémique de la Nouvelle-Guinée, île partagée entre l'Indonésie et la Papouasie-Nouvelle-Guinée. On la trouve entre 900 et 3 000 m d'altitude. Elle vit dans la forêt tropicale humide et dans les endroits transformés par l'Homme, notamment les jardins ruraux.